# Polygala angustifolia
Polygala angustifolia är en jungfrulinsväxtart som beskrevs av Carl Sigismund Kunth. Polygala angustifolia ingår i släktet jungfrulinssläktet, och familjen jungfrulinsväxter. Inga underarter finns listade i Catalogue of Life.